# Unionen
Unionen ist das Debütalbum der gleichnamigen Band schwedischer und norwegischer Musiker um Petter Eldh und Gard Nilssen, die das Album auch produzierten. Die 2024 in den Atlantis Metronome Studio in Stockholm entstandenen Aufnahmen erschienen am 6. Dezember 2024 auf We Jazz Records.

## Hintergrund
Unionen ist eine 2024 gegründete skandinavische Formation, die ihren Namen von der Union zwischen Schweden und Norwegen unter einem gemeinsamen Monarchen von 1814 bis 1905 ableitet. Sie besteht aus zwei schwedischen Musikern, dem Holzbläser Per „Texas“ Johansson und dem Bassisten Petter Eldh, sowie aus zwei Norwegern, dem Keyboarder Ståle Storløkken und dem Schlagzeuger Gard Nilssen. Hinzu kam als Gastmusiker Mattias Ståhl am Vibraphon in „Kolgruvan“.

## Titelliste
- Unionen: Unionen (We Jazz Records WJCD79)[1]

1. Ståhlbad (Gard Nilssen, Per 'Texas' Johansson, Petter Eldh, Ståle Storløkken) 4:57
2. Den Grimme Elling (Ståle Storløkken) 5:30
3. Ganska Långt Ut På Vesterkanten (Petter Eldh) 3:12
4. 6983 (Gard Nilssen) 5:28
5. Tomikron (Gard Nilssen, Petter Eldh) 4:05
6. Unionen (Gard Nilssen) 3:32
7. Search Party (Ståle Storløkken) 5:27
8. Kolgruvan (Gard Nilssen, Per 'Texas' Johansson, Petter Eldh, Ståle Storløkken) 3:29

## Rezeption

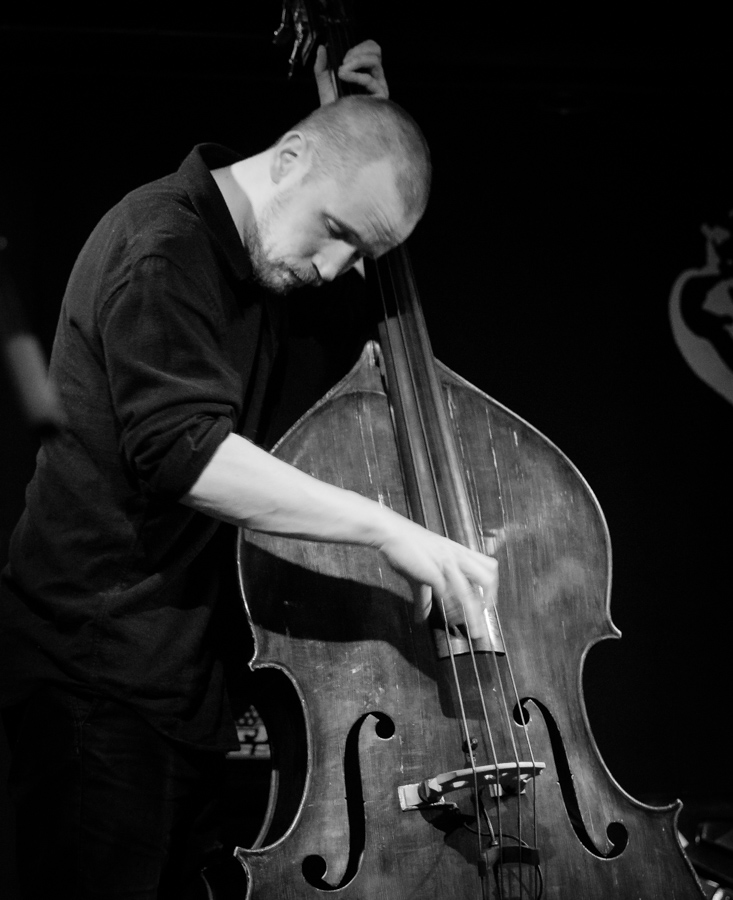
Petter Eldh (2018)

Das erste, was man spüren könne, dass Unionen wie eine Band mit langer Geschichte [ihrer Mitglieder] und großem musikalischen Wissen spiele und dass es sich hier nicht um ein Ad-hoc-Projekt handle, schrieb Eyal Hareuveni in Salt Peanuts. Dann, und fast sofort, würde man die emotionale und oft lyrische, erzählerische Essenz jedes Stücks bemerken – alle sind den vier Musikern zu verdanken, mit unvorhersehbaren, kompromisslosen Klangoptionen und Grooves, aber mit einem berauschenden Sinn für Spaß. Unionen erzähle nuancierte, oft mysteriöse, epische Geschichten in prägnanter Form und nutze dabei sein Instrumentenarsenal voll aus, darunter auch die selten zu hörenden Instrumente in Formaten wie Englischhorn und Kontrabassklarinette.
Alle vier Musiker würden regelmäßig die Grenzen des Jazz und sogar der Musik selbst überschreiten, sodass es ebenso viel elektronischen Sound und kompositorische Verrücktheiten gebe wie schwungvolle Beats und leidenschaftliche Saxophon-Soli, schrieb Phil Freeman (Ugly Beauty/Stereoguum). „Ståhlbad“ („Stahlbad“) beginnt mit einer sanften, elektronisch verzerrten Holzbläser-Melodie, die von fast ambienthaften, Radiohead-artigen Keyboards und einem tickenden Beckenbeat widerhalle. Schließlich würden die elektronischen Elemente seltsamer und störender, und Nilssens Schlagzeugspiel breche dann zusammen, als würde er versuchen, seinen Weg durch den Nebel zu finden. Dies sei nicht [leicht] kategorisierbare Musik, gemacht von Musikern mit weit offenen Ohren und vielen Ideen.